# Paquiro
Francisco Montes Reina dit « Paquiro », né à Chiclana de la Frontera (Espagne, province de Cadix) le 13 janvier 1805 où il est mort le 4 avril 1851, est un torero espagnol.

## Présentation
Disciple de Pedro Romero à l'École de tauromachie de Séville, « Paquiro » fut un grand innovateur de la corrida, notamment dans le maniement du capote. Il prend l'alternative à Madrid (Espagne) le 18 avril 1831, avec comme parrain Juan Jiménez « Morenillo ».

## Carrière
À partir de 1840, il entre en rivalité avec l'un des plus grands matadors de cette époque, « Cúchares ».
Il poussa à une importante rénovation de la corrida, lui appliquant un sentiment artistique et créateur, définissant clairement le but de chacun des intervenants. « Il a été l'inspirateur du grand traité de tauromachie qui porte son nom, rédigé par le chroniqueur taurin Santos López Pelegrín, ainsi que des dispositions du premier Reglamento oficial (règlement officiel) dont les rédacteurs reprirent ses propres suggestions<. » Il fut le premier à employer le terme frente por detras pour désigner une passe de cape  que Pepe Hillo avait décrite sous le nom d' Aragonesa. Il modifia aussi l'habit de lumières et imposa l'usage d'une nouvelle coiffe, depuis appelée en son honneur « montera ». 
Il reçut de nombreuses cornadas qui, ajoutées à son penchant immodéré pour la boisson, diminuèrent progressivement ses facultés. Il se retire en 1847, puis redescend dans l'arène en 1850 afin de refaire une fortune largement entamée par de mauvaises affaires dans le négoce du vin. Mais le « Paquiro » de cette époque n'a plus grand rapport avec celui des premières années.